# Кінгс-Парк (Вірджинія)
Кінгс-Парк (англ. Kings Park) — переписна місцевість (CDP) в США, в окрузі Ферфакс штату Вірджинія. Населення — 4537 осіб (2020).

## Географія
Кінгс-Парк розташований за координатами 38°48′3″ пн. ш. 77°14′24″ зх. д. / 38.80083° пн. ш. 77.24000° зх. д. (38.800851, -77.240088).  За даними Бюро перепису населення США в 2010 році переписна місцевість мала площу 3,45 км², з яких 3,38 км² — суходіл та 0,06 км² — водойми.

## Демографія
Згідно з переписом 2010 року, у переписній місцевості мешкали 4333 особи в 1429 домогосподарствах у складі 1132 родин. Густота населення становила 1258 осіб/км².  Було 1453 помешкання (422/км²).
Расовий склад населення:
| - 71,3 % — білих - 16,1 % — азіатів - 4,1 % — чорних або афроамериканців - 0,3 % — корінних американців - 0,2 % — вихідців з тихоокеанських островів - 4,8 % — осіб інших рас |

До двох чи більше рас належало 3,3 %. Частка іспаномовних становила 16,1 % від усіх жителів.
За віковим діапазоном населення розподілялося таким чином: 24,4 % — особи молодші 18 років, 62,1 % — особи у віці 18—64 років, 13,5 % — особи у віці 65 років та старші. Медіана віку мешканця становила 39,9 року. На 100 осіб жіночої статі у переписній місцевості припадало 101,3 чоловіків;  на 100 жінок у віці від 18 років та старших — 101,0 чоловіків також старших 18 років.
Середній дохід на одне домашнє господарство  становив 127 220 доларів США (медіана — 114 886), а середній дохід на одну сім'ю — 139 372 долари (медіана — 131 078). За межею бідності перебувало 3,7 % осіб, у тому числі 6,8 % дітей у віці до 18 років та 0,0 % осіб у віці 65 років та старших.
Цивільне працевлаштоване населення становило 1996 осіб. Основні галузі зайнятості: освіта, охорона здоров'я та соціальна допомога — 23,0 %, науковці, спеціалісти, менеджери — 20,6 %, роздрібна торгівля — 12,4 %, публічна адміністрація — 11,1 %.